# Prittwitzia centralis
Prittwitzia centralis är en fjärilsart som beskrevs av Brown, Mielke och Ebert 1970. Prittwitzia centralis ingår i släktet Prittwitzia och familjen praktfjärilar. Inga underarter finns listade i Catalogue of Life.